# Krameria pauciflora
Krameria pauciflora är en tvåhjärtbladig växtart som beskrevs av Moc. & Sesse och Dc.. Krameria pauciflora ingår i släktet Krameria och familjen Krameriaceae. Inga underarter finns listade i Catalogue of Life.